# Brian Poole Is Here!
Brian Poole Is Here! è il quarto album dei Brian Poole & The Tremeloes, pubblicato nel 1965. 
Fu l'ultimo album prima dell'abbandono di Brian Poole. Nel 1967 venne ripubblicato negli Stati Uniti d'America come The Tremeloes Are Here!.

## Tracce
1. I Want Candy (feat. Brian Poole) – 2:24 (Bert Berns, Bob Feldman, Gerald Goldstein, Richard Gottehrer)
2. Michael, Row the Boat Ashore (feat. Brian Poole) – 3:04 (tradizionale)
3. You Can't Sit Down (feat. Brian Poole) – 2:15 (Dee Clark, Kal Mann, Cornell Muldrow)
4. Hands Off (feat. Brian Poole) – 2:15 (Priscilla Bowman, Jay McShann)
5. Times Have Changed (feat. Brian Poole) – 2:25 (Van McCoy)
6. Rag Doll (feat. Brian Poole) – 2:49 (Bob Crewe, Bob Gaudio)
7. Well, Who's That (feat. Brian Poole) – 1:40 (Andy Manston)
8. I Could Make You Love Me (feat. Brian Poole) – 2:05
9. Love Me Baby (feat. Brian Poole) – 2:05 (Brian Poole)
10. Heard It All Before (feat. Brian Poole) – 2:49 (Tony Burrows, Roger Greenaway)
11. Chills (feat. Brian Poole) – 1:50 (Gerry Goffin, Jack Keller)
12. Uncle Willie (feat. Brian Poole) – 2:22